# Forma modular
En matemàtiques, una forma modular és una funció analítica (complexa) en el semiplà superior que satisfà una certa classe d'equació funcional i condició de creixement. per això, la teoria de formes modulars pertany a l'anàlisi complexa però la importància principal de la teoria ha estat tradicionalment en les seves connexions amb teoria de nombres. Les formes modulars apareixen en altres àrees, com en topologia algebraica i en teoria de cordes.
Un funció modular és una forma modular del pes 0: és invariant sota el grup modular, en comptes de transformar-se d'una manera prescrita, i és així una funció a la regió modular.
La teoria de formes modulars és un cas especial de la teoria més general de formes automorfiques, i per això ara es pot veure només com la part més concreta d'una teoria rica de grups discrets.

## Com a funció en reticles
Una forma modular es pot pensar de com a funció F des del conjunt dels reticles Λ en C al conjunt dels nombres complexos que satisfà certes condicions:
(1) Si es considera el reticle {\displaystyle \Lambda =\langle \alpha ,z\rangle } generat per un α constant; i una variable z, llavors F (Λ) és una funció analítica de z.
(2) Si α és un nombre complex diferent de zero i αΛ el reticle obtingut multiplicant cada element de Λ per α, llavors F (αΛ) = α−kF (Λ) on k és una constant (normalment un enter positiu) anomenat el pes de la forma.
(3) El valor absolut de F(Λ) res manté fitat superiorment mentre el valor absolut de l'element més petit de Λ diferent de zero estigui fitat fora d'un cercle de radi finit amb centre a zero.
Quan k = 0, la condició 2 diu que F depèn només en la classe de similitud del reticle. Això és un cas especial molt important, però les úniques formes modulars del pes 0 són les constants. Si s'elimina la condició 3 i es deixa que la funció tingui pols, llavors existeixen exemples amb pes 0: s'anomenen funcions modulars.
La situació es pot comparar profitosament amb la que sorgeix en la recerca de funcions en l'espai projectiu P(V): en aquest context, idealment es voldrien funcions F en l'espai vectorial V que són polinòmics en les coordenades de v ≠ 0 en V i satisfà l'equació F (cv) = F (v) per a tot c diferent de zero. Desafortunadament, les úniques funcions d'aquest tipus són constants. Si es permeten denominadors (funcions racionals en comptes de polinomis), es poden deixar que F sigui la proporció de dos polinomis homogenis del mateix grau. Alternativament, es pot conservar els polinomis i relaxar la dependència sobre c, deixant que F (cv) = c k F (v). Les solucions són llavors els polinomis homogenis de grau k. Per una banda, aquests formen un espai vectorial de dimensió finita per a cada k, i en l'altre, si es deixa k variar, es poden trobar els numeradors i denominadors per construir totes les funcions racionals que són realment funcions en l'espai projectiu subjacent P(V).
One might ask, since the homogeneous polynomials are not really functions on P(V), what are they, geometrically speaking? The algebro-geometric answer is that they are sections of a sheaf (one could also say a line bundle in this case). The situation with modular forms is precisely analogous.
Es podria preguntar, ja que els polinomis homogenis no són realment funcions en P(V), què són, geomètricament parlant? La resposta de la geometria algebraica és que són seccions d'un feix. La situació amb formes modulars és precisament anàloga.

## Com a funció en el conjunt de corbes el·líptiques
Tot reticle Λ en C determina una corba el·líptica C/Λ sobre C; dos reticles determinen corbes el·líptiques isomorfes si i només si un s'obté a partir de l'altre multiplicant per algun α. Es pot pensar en funcions modulars com funcions en l'espai de mòduls de classes d'isomorfismes de corbes el·líptiques complexes. Per exemple, el j-invariant d'una corba el·líptica, considerada com a funció en el conjunt de totes les corbes el·líptiques, és modular. Les formes modulars també es poden enfocar profitosament des d'aquest punt de vista geomètric, com seccions de farcells de línia en l'espai de mòduls de corbes el·líptiques.
Convertir una forma modular F en una funció d'una variable complexa senzilla és fàcil. Sia z = x + iy, on y > 0, i sia f (z) = F (<1 z >). (No es pot permetre y = 0 perquè llavors 1 i z no generarien un reticle, així es restringeix l'atenció al cas que y és positiu.) La condicionió 2 de damunt F ara es converteix en l'equació funcional:
{\displaystyle f\left({az+b \over cz+d}\right)=(cz+d)^{k}f(z)}
per a, b, c, d enters amb ad − bc = 1 (el grup modular). Per exemple,
{\displaystyle f(-1/z)=F(\langle 1,-1/z\rangle )=z^{k}F(\langle z,-1\rangle )=z^{k}F(\langle 1,z\rangle )=z^{k}f(z).}
Funcions que satisfan l'equació funcional modular per a totes les matrius en un subgrup d'índex finit de SL₂(Z) també es consideren com a modulars, normalment amb un qualificador que indica el grup. Així formes modulars de nivell N (vegi-hi més avall) satisfan l'equació funcional per a matrius congruents modulo la matriu identitat N (sovint de fet per a un grup més gran donat per mod N condicions en els coeficients de la matriu.)

## Funcions modulars
En matemàtiques funcions modulars són certes classes de functions matemàtiques que fan correspondre nombres complexos a nombres complexos. Hi ha també un cert nombre d'altres usos del terme "funció modular" vegeu-ho més avall per a més detalls.
Formalment, una funció f s'anomena modular o una funció modular si i només si satisfà les propietats següents:
1. f és meromorfa en el semiplà superior obert H.
2. per a totes les matrius M del grup modular Γ, f (M τ) = f (τ).
3. La Sèrie de Fourier de f té la forma

{\displaystyle f(\tau )=\sum _{n=-m}^{\infty }a(n)e^{2i\pi n\tau }.}
És fitada per davall i és un polinomi de Laurent en {\displaystyle e^{2i\pi \tau }}, per tant és meromorfa al punt de retrocés.
Es pot demostrar que cada funció modular es pot expressar com a funció racional de l'invariant absolut de Klein j (τ), i que cada funció racional de j (τ) és una funció modular; a més, totes les funcions modulars analítiques són formes modulars, encara que el contrari no és cert. Si una funció modular f no és idènticament 0, llavors es pot demostrar que el nombre de zeros de f és igual al nombre de pols de f en la clausura del domini fonamental R Γ.

## Altres usos
Hi ha un cert nombre d'altres usos del terme funció modular, a part d'aquest clàssic; per exemple, en la teoria de la mesura de Haar, és una funció Δ(g) determinada per l'acció de conjugació.

## Definicions generals
Sia {\displaystyle N} un enter positiu. El grup modular Γ0(N) es defineix com
{\displaystyle \Gamma _{0}(N)=\left\{{\begin{pmatrix}a&b\\c&d\end{pmatrix}}\in SL_{2}(\mathbf {Z} ):c\equiv 0{\pmod {N}}\right\}.}
Sia {\displaystyle k} un enter positiu. Una forma modular de pes {\displaystyle k} amb nivell {\displaystyle N} (o grup de nivell {\displaystyle \Gamma _{0}(N)}) és una funció holomòrfica {\displaystyle f} al semiplà superior tal que per a qualsevol 
{\displaystyle {\begin{pmatrix}a&b\\c&d\end{pmatrix}}\in \Gamma _{0}(N)}
i qualsevol {\displaystyle z} al mig avió alt, es té
{\displaystyle f\left({\frac {az+b}{cz+d}}\right)=(cz+d)^{k}f(z)}
i {\displaystyle f} és meromorfa al punt de retroces. Per "meromorfa al punt de retroces", es vol dir que la forma modular sigui meromorfa com {\displaystyle z\rightarrow i\infty }.
Fixeu-vos que {\displaystyle f\left(z+1\right)=f(z)}, per tant les formes tan modulars són periòdiques, amb període 1, i així tenen una Sèrie de Fourier.

### Expansió -q
La expansió - q
d'una forma modular és la sèrie de Laurent al punt de retroces. Equivalentment, la Sèrie de Fourier, escrita com a sèrie de Laurent en termes de {\displaystyle q=\exp(2\pi iz)}.
Ja que {\displaystyle \exp } no s'anul·la, {\displaystyle q\neq 0} a el pla complex, però en el límit, {\displaystyle \exp(w)\to 0} quan {\displaystyle w\to -\infty } (al llarg de l'eix real negatiu), així {\displaystyle q\to 0} quan {\displaystyle 2\pi iz\to -\infty }, per tal que {\displaystyle z\to i\infty } (al llarg de l'eix imaginari positiu) —; així l'expansió - q és el desenvolupament en sèrie de Laurent al punt de retroces.
"Meromorf al punt de retroces" vol dir que només una quantitat finita de coeficients de Fourier negatius són diferents de zero, així l'expansió - q és fitada per sota, i meromorfa a {\displaystyle q=0}:
{\displaystyle f(z)=\sum _{n=-m}^{\infty }c_{n}\exp(2\pi inz)=\sum _{n=-m}^{\infty }c_{n}q^{n}.}
Els coeficients {\displaystyle c_{n}} són els coeficients de Fourier de {\displaystyle f},
i el nombre m és l'ordre del pol de f a {\displaystyle i\infty }.

### Formes enteres, la forma parabòlica
Si {\displaystyle f} és holomòrfica al punt de retroces (no té cap pol a {\displaystyle q=0}), s'anomena una forma modular entera.
Si {\displaystyle f} és meromorfica però no holomòrfica al punt de retroces, s'anomena una forma modular no entera. Per exemple, el j-invariant és una forma modular no enctera del pes 0, i té un pol simple a {\displaystyle i\infty }.
Si {\displaystyle f} és entera i s'anul·la a {\displaystyle q=0} (així {\displaystyle c_{0}=0}), la forma s'anomena una forma parabòlica Spitzenform)) en alemany). El més petit n tal que {\displaystyle c_{n}\neq 0} és l'(ordre del zero de f a {\displaystyle i\infty }.

### Factors Automorfics i altres generalitzacions
Altres generalizations comuns permeten que el pes k no sigui un enter, i admeten que un multiplicador {\displaystyle \epsilon (a,b,c,d)} amb {\displaystyle \left|\varepsilon (a,b,c,d)\right|=1} aparèixi en la transformació, de manera que
{\displaystyle f\left({\frac {az+b}{cz+d}}\right)=\varepsilon (a,b,c,d)(cz+d)^{k}f(z).}
Funcions de la forma {\displaystyle \epsilon (a,b,c,d)(cz+d)^{k}} es coneixen com factors automorfics.
Admetent factors automorphics, les funcions com la funció eta de Dedekind es poden incloure en la teoria, sent una forma modular de pes 1/2. Així, per exemple, sia {\displaystyle \chi } un Caràcter de Dirichlet mod {\displaystyle N}. Una forma modular de pes {\displaystyle k}, nivell {\displaystyle N} (o grup de nivell {\displaystyle \Gamma _{0}(N)}) amb nebentypus el caràcter de Dirichlet en el qual {\displaystyle \chi } és una funció holomorfa {\displaystyle f} al semiplà superior tal que per a qualsevol 
{\displaystyle {\begin{pmatrix}a&b\\c&d\end{pmatrix}}\in \Gamma _{0}(N)}
i qualsevol {\displaystyle z} al semiplà superior, es té
{\displaystyle f\left({\frac {az+b}{cz+d}}\right)=\chi (d)(cz+d)^{k}f(z)}
i {\displaystyle f} és holomòrfica a tots els punts de retroces.

## Exemples
Els exemples més simples des d'aquest punt de vista són la sèrie D'Eisenstein. Per a cada enter igualat k > 2, es defineix E k(Λ) com la suma de λ−k  sobre tots els vectors diferents de zero λ de Λ:
{\displaystyle E_{k}(\Lambda )=\sum _{\lambda \in \Lambda -0}\lambda ^{-k}.}
La condició k > 2 és necessària per a la convergència; la condició que k és parell evita que λ−k  s'anul·li amb (−λ)−k.
Un reticle fins i tot unimodular L en Rn  és un reticle generat pels n vectors que formen les columnes d'una matriu de determinant 1 i que satisfà la condició que elquadrat de la llargada de cada vector en L és un enter parell. Com a conseqüència de la fórmula sumatori de Poisson, lA funció theta
{\displaystyle \vartheta _{L}(z)=\sum _{\lambda \in L}e^{\pi i\Vert \lambda \Vert ^{2}z}}
és una forma modular de pes n/2. No és tan fàcil construir reticles fins i tot unimodulars, però aquí hi ha un camí: Sia n un enter divisible per 8 es consideren tots els vectors v en Rn  tals que 2 v té coordenades enteres, ja sia totes parells o senars, i tals que la suma de les coordenades de v és un enter parell. S'anomena aquest reticle Ln . Quan n =8, aquest és l'reticle generat per les arrels en el sistema d'arrels anomenat E₈.
Perquè hi ha només una forma modular del pes 8 tret de productes per un escalar
{\displaystyle \vartheta _{L_{8}\times L_{8}}(z)=\vartheta _{L_{16}}(z),}
tot i que els reticles L₈×L₈ i L16
no són similars. John Milnor va observr que els torus 16 dimensionals obtinguts dividint R¹⁶ entre aquests dos reticles són consegüentment exemples de vatietats de Riemann compactes que són isoespectrals però no isomètrics.)
La funció eta de Dedekind es defineix com
{\displaystyle \eta (z)=q^{1/24}\prod _{n=1}^{\infty }(1-q^{n}),\ q=e^{2\pi iz}.}
Llavors el discriminant modular Δ(z)=η;(z)24 és una forma modular de pes 12. La presència de 24 es pot connectar al reticle de Leech, que té 24 dimensions. Una conjectura cèlebre de Ramanujan afirma que el coeficient de q p per a qualsevol nombre primerap té valor absolut ≤2p11/2. Això va quedar demostrat per Pierre Deligne com a resultat del seu treball sobre les conjectures de Weil.
Els segons i tercers exemples donen alguna pista de la connexió entre formes modulars i questions clàssiques la teoria de nombres, com representació d'enters per formes quadràtiques i la funció de partició. L'enllaç conceptual crucial entre formes modulars i teoria de nombres el subministra la 
teoria dels operadors de Hecke, que també dona l'enllaç entre la teoria de formes modulars i la teoria de la representació.

## Generalitzacions
Hi ha diverses idees de forma modular més general que aquesta de la qual es parla a dalt. La suposició d'analiticitat complexa es pot treure; 
Les formes de Maass són funciones pròpies reals analítiques de la Laplaciana però no necessiten ser holomòrfiques. Les parts holomòrfiques de certes formes d'ona de Maass dèbils resulten ser essencialment funcions mock theta de Ramanujan. Grups que no són subgrups de SL₂(Z) es poden considerar.
Les formes modulars de Hilbert són funcions de n variables, cadascuna un nombre complex al semiplà superior, que satisfan una relació modular per a matrius de 2×2 amb coeficients en un cos de nombres totalment real.
Les formes modulars de Siegel estan associades a grups symplectics més grans de la mateixa manera en què les formes de què s'ha parlat estan associades a SL₂(R); en altres paraules, es relacionen amb varietats abelianes en el mateix sentit que les nostres formes (que són a vegades anomenades formes modulars el·líptiques per emfasitzar el punt) estan relacionades amb corbes el·líptiques.
Les formes de Jacobi són una mescla de formes modulars i funcions el·líptiques. Exemples de
tals funcions són molt clàssiques - la funció theta de Jacobi i els coeficients de Fourier
de formes modulars de Siegel de gènere dos - però és una observació relativament recent
que les formes Jacobi tenen una teoria aritmètica molt anàloga a la
teoria habitual de formes modulars.
Les formes automorfiques estenen la idea de formes modulars a grups de Lie generals.

## Història
La teoria de formes modulars es desenvolupava en tres o quatre períodes: primer en connexió amb la teoria de function el·líptiques, en la primera part del segle XIX; llavors per Felix Klein i altres cap al final del segle xix a mesura que s'entenia el concepte de forma automorfica (d'una variable); llavors per Erich Hecke des d'aproximadament 1925; i després als anys 1960, amb les necessitats de la teoria de nombres i la formulació del teorema de modularitat en particular això deixava clar que les formes modulars hi estan profundament implicades.
El terme forma modular, com a descripció sistemàtica, s'atribueix normalment a Hecke.